# Balena de Groenlàndia
La balena de Groenlàndia o balena franca àrtica (Balaena mysticetus) és un cetaci misticet de la família dels balènids. Es tracta d'una balena robusta de color fosc, que manca d'aleta dorsal i que pot assolir els 20 metres de llarg. El pes màxim estimat d'aquesta espècie de cos gruixut és de 136 tones, superat només pel del rorqual blau, tot i que la balena de Groenlàndia es troba per darrere d'altres balenes en llargària màxima. La balena de Groenlàndia passa tota la vida en fèrtils aigües àrtiques, a diferència d'altres balenes, que migren per alimentar-se o reproduir-se.